# Se non è amore...deve essere amore
Se non è amore...deve essere amore è un album di Christian del 1990.
Inciso da Carosello & Tapes e distribuito dalla Dischi Ricordi. Prodotto e arrangiato da Pinuccio Pirazzoli, che è anche il direttore d'orchestra e artistico.

## Tracce
1. Amore
2. Le cose che ho qui dentro
3. Non finirà
4. Signora
5. Bikini
6. Mia bella signora
7. Rimini
8. Una speranza
9. Se non è amore

## Formazione
- Christian - voce
- Aldo Banfi - pianoforte
- Pinuccio Pirazzoli - basso, programmazione
- Maurizio Bellocco - batteria
- Leandro Gaetano - pianoforte
- Paolo Carta - chitarra classica
- Lola Faraday, Lalla Francia, Franco Morgia, Luca Jurman - cori